# Marcelo Torres (periodista)
Marcelo Torres (Andradas, 10 de junio de 1975) es un periodista brasileño.

## Biografía
Se graduó en periodismo por Universidade Estadual Paulista (Unesp), en Bauru, São Paulo, en 1996. Tiene una maestría en periodismo con diploma de la Universidad de Westminster en Londres (Inglaterra), desde 2003.
Comenzó su carrera mientras estudiaba en la universidad. En 1997 comenzó a trabajar como reportero del Jornal da Cidade de Bauru, donde permaneció hasta junio de 1998. Pero desde principios de 1998 ya trabajaba como reportero de TV Globo Oeste Paulista (actualmente TV TEM Bauru, afiliada de TV Globo). También fue reportero del Jornal Nacional en Sorocaba y Belo Horizonte.
En 2003, viajó a Londres, donde estudió una maestría en periodismo y, más tarde, trabajó en la radio BBC World Service, trabajando durante un año y medio en la cobertura internacional de eventos internacionales y de guerra y permaneció en el cargo hasta 2011. cuando volvió a Brasil.
En 2011, regresó a Brasil como suplente de varios noticieros en SBT.
Presentó Jornal do SBT junto a Karyn Bravo, entre 2013 y 2014, siendo reemplazado por Hermano Henning.
El 14 de diciembre de 2020, SBT anuncia que no se renovaría el contrato de Carlos Nascimento, con lo que Marcelo Torres, quien ya presentaba SBT Brasil de manera interina debido a la destitución de Nascimento debido a la pandemia de COVID-19, fue efectivado como presentador del noticiero, junto a Márcia Dantas, permaneciendo en esta función hasta el 9 de marzo de 2024, cuando volvió a ser corresponsal de la emisora, de esta vez, en Argentina.